# 芝蘭三堡
芝蘭三堡，是台灣北部自清治時期至日治初期的一個行政區劃，其範圍包括今新北市的淡水區、三芝區全部，以及石門區西部。
芝蘭三堡西邊及北邊瀕臨台灣海峽，東邊為金包里堡，南邊為芝蘭二堡，西南邊為八里坌堡。

## 管轄街庄
芝蘭三堡共轄32個街庄：
- 今淡水區境內：滬尾街、小八里坌庄、庄仔內庄、竿蓁林庄、沙崙庄、油車口庄、大庄埔庄、水碓仔庄、北投仔庄、三空泉庄、樹林口庄、小坪頂庄、興福藔庄、水梘頭庄、中田藔庄、頂圭柔山庄、蕃薯藔庄、草埔尾庄、林仔街庄、下圭柔山庄、興化店庄、灰磘仔庄、大屯庄
- 今三芝區境內：新庄仔庄、土地公埔庄、後厝庄、錫板庄、小基隆舊庄、小基隆新庄
- 今石門區境內：老梅庄、石門庄、頭圍庄

1912年（明治45年）1月22日，臺北廳廳長井村大吉呈報總督府，希望將「滬尾街」更名「淡水街」，後獲得總督府認可。同年（大正元年）9月21日，正式更名（府令第22號）。。